# Anna Białaczowska
Anna Białaczowska Odrowążówna z Białaczowa herbu Odrowąż (ur. 1507, zm. 1557) – córka Jakuba Białaczowskiego z Dąbrówki Podłężnej. Druga żona (po właścicielce Sycyny, Zofii Zasadównej Gutowskiej) Piotra Kochanowskiego i matka m.in.:
- Kaspra Kochanowskiego (ur. 1526, zm. 1576) – podstarościego radomskiego od 1558 roku, pisarza ziemskiego sandomierskiego od 1566 roku,
- Jana Kochanowskiego (ur. 1530, zm. 1584) – poety i dramatopisarza,
- Piotra Kochanowskiego (zm. 1581) – chorążego sandomierskiego, męża Anny Odrzywolskiej, ojca Jerzego Kochanowskiego,
- Mikołaja Kochanowskiego (ur. ok. 1533, zm. 1582) – poety, tłumacza, męża Katarzyny z Tymińskich z Jasieńca, która w 1585 r. wraz z utworami Jana Kochanowskiego wydała wiersze swego męża,
- Andrzeja Kochanowskiego z Baryczy (ur. 1542, zm. 1596) – tłumacza i pisarza,
- Jakuba Kochanowskiego,
- Stanisława Kochanowskiego (drugiego),
- Katarzyny Kochanowskiej,
- Elżbiety Kochanowskiej,
- Anny Kochanowskiej – ukochanej siostry Jana,
- Jadwigi Kochanowskiej.

Anna Białaczowska osiedliła się we wsi Sycyna koło Zwolenia, na wschód od Radomia, gdzie jej mąż w 1525 roku zakupił wieś.
Jan Kochanowski określa swą matkę w ostatnim z Trenów jako kogoś, kto perswazją umiał złagodzić ból i rozpacz po stracie dziecka.
Wspomina ją też Łukasz Górnicki w Dworzaninie polskim (W-wa 1950 r., s. 136), nazywając ją panią stateczną i bardzo trefną.
Nagrobek jej i męża  znajduje się we Zwoleniu, w kaplicy Kochanowskich, wraz z epitafium ufundowanym przez dzieci.